# Koji Gushiken
Koji Gushiken född den 12 november 1956 i Osaka, Japan, är en japansk gymnast.
Han tog OS-guld i mångkampen, OS-guld i ringar, OS-silver i hopp, OS-brons i räck och OS-brons i lagmångkampen i samband med de olympiska gymnastiktävlingarna 1984 i Los Angeles.